# Villaz (Francja)
Villaz – miejscowość i gmina we Francji, w regionie Owernia-Rodan-Alpy, w departamencie Górna Sabaudia.
Według danych na rok 1990 gminę zamieszkiwały 1602 osoby, a gęstość zaludnienia wynosiła 105 osób/km² (wśród 2880 gmin regionu Rodan-Alpy Villaz plasuje się na 536. miejscu pod względem liczby ludności, natomiast pod względem powierzchni na miejscu 754.).